# Melinda Esterházy
Melinda Esterházy de Galántha, née Melinda Ottrubay le 24 mai 1920 à Budapest et morte le 27 août 2014 à Eisenstadt (Autriche), est une ballerine hongroise devenue princesse et grande propriétaire terrienne.

## Biographie
Fille de Dezső Ottrubay, président de tribunal (törvényszéki elnök) à Budapest, elle apparaît dans deux films en 1939 (Magyar Feltámadás et Pénz áll a házhoz). En 1944, elle devient première ballerine de l'Opéra de Budapest. En 1946, elle épouse le prince Paul V Esterházy. Le couple n'aura pas d'enfants.
Après la mort de Paul Esterházy en 1989, sa veuve Melinda est devenue l'unique héritière de l'immense fortune de la lignée princière de la Maison Esterházy en Autriche bien qu'une partie égale ait été perdue en Hongrie après la guerre. Dans les années suivantes, Melinda Esterházy a cédé les parties de l'héritage qui ne faisaient pas partie de la propriété historiquement liée: Le domaine d'Edelstetten en Bavière a été donné à Paul Antoine Esterházy (né en 1986) ; le Palais Esterházy à Vienne a été vendu. Du reste, elle a fait don des domaines familiaux situés en Autriche, dont le Palais d'Esterházy à Eisenstadt et le Château de Forchtenstein ainsi qu'une douzaine d'autres domaines, à des fondations pour la préservation du patrimoine familial.
Cela a conduit à des différends avec le neveu du prince et successeur à la tête de la famille, Antoine II Esterházy (né en 1936), le père de Paul Antoine, puisqu'elle a nommé son propre neveu Stefan Ottrubay et non le neveu de son mari comme administrateur des fondations.